# Lorenz Demeter
Lorenz Demeter (* 7. Februar 1808 auf dem Hygstetter Hof in Lauingen an der Donau; † 13. Mai 1871 ebenda) war Landwirt und Abgeordneter in der Abgeordnetenkammer der Bayerischen Ständeversammlung.

## Leben
Demeter war der Sohn von Johann Georg (1766–1819) und Barbara Demeter (1770–1825). Er war Landwirt auf dem Hygstetterhof bei Lauingen an der Donau, der seit 1661 im Besitz seiner Familie war. Er vertrat 1869 während der 12. Wahlperiode (1869) den schwäbischen Stimmbezirk Günzburg in der Kammer. Außerdem war er Geschworener beim Landgericht Lauingen.